# Alejandro Fernández Almendras
Alejandro Fernández Almendras (Chillán, 25 de noviembre de 1971) es un director de cine, guionista y montador chileno, conocido por dirigir las películas Huacho (2009), Matar a un hombre (2014), Aquí no ha pasado nada (2016) y Mi amigo Alexis (2019).

## Biografía
Egresó de la Escuela de Periodismo de la Universidad de Chile. Posteriormente se trasladó gracias a una beca a los Estados Unidos, lo que le permitió realizar un Diplomado de Comunicación Social y de Realización en la New School University de Nueva York y trabajar hasta 2007 en Agencia EFE. También se dedicó a la crítica de cine.
Desde 2003, Fernández Almendras se ha desempeñado como director de cine. En 2007 realizó el cortometraje Lo que trae la lluvia, un trabajo de ficción sobre una pareja de ancianos campesinos del sur de Chile que esperan la visita de su hija y su nieto. Esto le valió realizar un circuito de más de 30 festivales internacionales y ganar el Premio al Mejor Cortometraje Latinoamericano del Festival Iberoamericano de Cortometrajes.
En 2009 Huacho, su primer largometraje, le significó el reconocimiento internacional de manera masiva, siendo estrenado en la Semana de la Crítica del Festival de Cannes de ese año y ganando el premio NHK del Festival de Cine de Sundance, además del reconocimiento en su país al quedarse con el premio a la mejor película en el Festival Internacional de Cine de Viña del Mar.
En 2014 su tercer largometraje, Matar a un hombre, cinta basada en un hecho real, obtuvo el premio a la mejor película en la categoría World Cinema del Festival de Cine de Sundance, además de un sinnúmero de reconocimientos en festivales por todo el mundo. Ese mismo año, el filme fue seleccionado para representar a Chile en las competiciones por los Premios Óscar y los Premios Goya.
En 2016 estrenó Aquí no ha pasado nada, un thriller de ficción basado en la historia real ocurrida el 18 de septiembre de 2013, cuando Martín Larraín, hijo del exsenador chileno Carlos Larraín, dio muerte a Hernán Canales, tras atropellarlo y darse a la fuga, en un caso emblemático para el poder y la justicia chilena, el que finalmente quedó sin culpables y rodeada de una serie de irregularidades. El filme le valió a Almendras el premio al mejor director en el Santiago Festival Internacional de Cine.
En 2019 dirigió la película Mi amigo Alexis, historia basada en el futbolista chileno Alexis Sánchez.

## Estilo
Su estilo se ha caracterizado por ser muy crítico de la sociedad chilena y latinoamericana, lo que se refleja en su cine, donde suele abordar temas como las injusticias, las diferencias sociales, el trabajo de las clases más bajas e íntimos dramas personales. Es también guionista y montajista de todos sus trabajos como director.

## Filmografía

### Largometrajes
| Año  | Título                   | Director | Guionista | Editor |
| ---- | ------------------------ | -------- | --------- | ------ |
| 2009 | Huacho                   | ✓        | ✓         |        |
| 2011 | Sentados frente al fuego | ✓        | ✓         | ✓      |
| 2014 | Matar a un hombre        | ✓        | ✓         | ✓      |
| 2016 | Aquí no ha pasado nada   | ✓        | ✓         |        |
| 2018 | El Estreno               | ✓        | ✓         | ✓      |
| 2019 | The Gray Beyond          | ✓        | ✓         | ✓      |
| 2019 | Mi amigo Alexis          | ✓        |           |        |

### Cortometrajes
- 2006:  La ofrenda (The Offering)
- 2006: Desde lejos (From Afar)
- 2007:  Lo que trae la lluvia (Along Came the Rain)

## Premios
| Evento                                                | Año  | Categoría                          | Película                 | Ref.   |
| ----------------------------------------------------- | ---- | ---------------------------------- | ------------------------ | ------ |
| Festival Iberoamericano de Cortometrajes              | 2007 | Mejor Cortometraje Latinoamericano | Lo que trae la lluvia    | [ 2 ]  |
| Festival de Cine de Sundance                          | 2008 | NHK Award                          | Huacho                   | [ 10 ] |
| Festival de Cine de Lima                              | 2009 | Premio APRECI                      | Huacho                   | [ 11 ] |
| Festival Internacional de Cine de Viña del Mar        | 2009 | Mejor Película                     | Huacho                   | [ 4 ]  |
| Festival Internacional de Cine de La Habana           | 2009 | Gran Premio Coral                  | Huacho                   | [ 12 ] |
| Festival de Cine Latinoamericano de Toulouse          | 2011 | Mención Especial Premio del Jurado | Sentados frente al fuego | [ 13 ] |
| Festival Internacional de Cine de Fribourg            | 2014 | Premio Especial del Jurado         | Matar a un hombre        | [ 14 ] |
| Festival Internacional de Cine de Fribourg            | 2014 | Premio Don Quijote                 | Matar a un hombre        | [ 14 ] |
| Festival Internacional de Cine de Locarno             | 2014 | Premio Carta Blanca                | Matar a un hombre        | [ 15 ] |
| Festival Internacional de Cine IndieLisoba            | 2014 | Premio Ciudad de Lisboa            | Matar a un hombre        | [ 16 ] |
| Festival Internacional de Cine de Miami               | 2014 | Miami Future Cinema Critics Award  | Matar a un hombre        | [ 17 ] |
| Festival Internacional de Cine de Róterdam            | 2014 | KNF Award                          | Matar a un hombre        | [ 18 ] |
| Festival de Cine de Sundance                          | 2014 | Gran Premio del Jurado             | Matar a un hombre        | [ 5 ]  |
| Festival Internacional de Cine de Cartagena de Indias | 2016 | Mejor película                     | Aquí no ha pasado nada   | [ 19 ] |
| Santiago Festival Internacional de Cine               | 2016 | Mejor director                     | Aquí no ha pasado nada   | [ 20 ] |